# Swerea SICOMP
Swerea SICOMP är ett forskningsinstitut inom materialområdet polymera fiberkompositer.
Swedish Institute of Composites, SICOMP, bildades 1988 av ABB och NUTEK och införlivades i forskningskoncernen Swerea år 2005 och blev då Swerea SICOMP. 
Verksamhetens fokus är materialteknik, processtillverkning samt dimensioneringsteknik gentemot främst branscherna flyg och rymd, fordon, energi, marin och bygg. Swerea SICOMP:s forskning kring batterier i kolfiberplast har särskilt uppmärksammats i samband med nya tillverkningslösningar för elbilar. Swerea SICOMP har sin verksamhet i Piteå (huvudkontor), Mölndal och Linköping. 
Swerea SICOMP är ett av många forskningsinstitut som är samägda av svenska staten och näringslivet via ägarföreningar. Institutet ingår i forskningskoncernen Swerea tillsammans med Swerea IVF, Swerea KIMAB, Swerea MEFOS och Swerea SWECAST. Swerea är en del av Rise Research Institutes of Sweden.